# Leucania indica
Leucania indica är en fjärilsart som beskrevs av Walter Karl Johann Roepke 1938. Leucania indica ingår i släktet Leucania och familjen nattflyn. Inga underarter finns listade i Catalogue of Life.